# 21128 Chapuis
21128 Chapuis è un asteroide della fascia principale. Scoperto nel 1993, presenta un'orbita caratterizzata da un semiasse maggiore pari a 3,9892179 UA e da un'eccentricità di 0,1018517, inclinata di 7,87857° rispetto all'eclittica.